# Goodwill Games 1986/Radsport
Bei den Goodwill Games 1986 in Moskau wurden acht Wettbewerbe im Radsport ausgetragen. Es standen ausschließlich Bahnradsport-Disziplinen auf dem Programm. Die Männer bestritten Rennen im Sprint, im 1000-m-Zeitfahren, in der Einerverfolgung, in der Mannschaftsverfolgung und im Punktefahren; die Frauen im Sprint, im 500-m-Zeitfahren und im Punktefahren.

## Ergebnisse

### Männer

#### Sprint
| Platz | Athlet             | Land                            |
| ----- | ------------------ | ------------------------------- |
| 1     | Lutz Heßlich       | Deutsche Demokratische Republik |
| 2     | Michael Hübner     | Deutsche Demokratische Republik |
| 3     | Gary Neiwand       | Australien                      |
| 4     | Mark Gorski        | Vereinigte Staaten              |
| 5     | Nelson Vails       | Vereinigte Staaten              |
| 6     | Scott Berryman     | Vereinigte Staaten              |
| 7     | Nikolai Kowsch     | Sowjetunion                     |
| 8     | Otar Mchedlishvili | Sowjetunion                     |
| 9     | Vratislav Šustr    | Tschechoslowakei                |
| 10    | Vislav Burdelak    | Polen                           |

#### 1000-m-Zeitfahren
| Platz | Athlet                  | Land                            | Zeit (min) |
| ----- | ----------------------- | ------------------------------- | ---------- |
| 1     | Uldis Bremanis          | Sowjetunion                     | 1:03,566   |
| 2     | Otar Mchedlishvili      | Sowjetunion                     | 1:04,583   |
| 3     | Andreas Ganske          | Deutsche Demokratische Republik | 1:05,422   |
| 4     | Milan Hájek             | Tschechoslowakei                | 1:06,001   |
| 5     | Max Rainsford           | Australien                      | 1:06,094   |
| 6     | David Brinton           | Vereinigte Staaten              | 1:06,330   |
| 7     | Philippe Boyer          | Frankreich                      | 1:06,470   |
| 8     | Radostin Atanasov       | Bulgarien                       | 1:06,911   |
| 9     | Wayne McCarney          | Australien                      | 1:07,016   |
| 10    | Marcelo Óscar Alexandre | Argentinien                     | 1:07,127   |

#### 4000-m-Einerverfolgung
| Platz | Athlet               | Land               |
| ----- | -------------------- | ------------------ |
| 1     | Wjatscheslaw Jekimow | Sowjetunion        |
| 2     | Gintautas Umaras     | Sowjetunion        |
| 3     | Vasily Shpundov      | Sowjetunion        |
| 4     | Alexander Krasnow    | Sowjetunion        |
| 5     | Dean Woods           | Australien         |
| 6     | Citrad Fischer       | Tschechoslowakei   |
| 7     | Stantscho Stantschew | Bulgarien          |
| 8     | Tim Hinz             | Vereinigte Staaten |
| 9     | Marian Turowski      | Polen              |
| 10    | Andzhej Sikorski     | Polen              |

#### 4000-m-Mannschaftsverfolgung
| Platz | Athleten                                                                | Land               | Zeit (min) |
| ----- | ----------------------------------------------------------------------- | ------------------ | ---------- |
| 1     | Wjatscheslaw Jekimow Alexander Krasnow Vasily Shpundov Gintautas Umaras | Sowjetunion        | 4:12,41    |
| 2     | Aleš Trčka Citrad Fischer Teodor Černý Pavel Soukop                     | Tschechoslowakei   | 4:18,03    |
| 3     | Glenn Clarke Brett Dutton Wayne McCarney Dean Woods                     | Australien         | 4:17,51    |
| 4     | Richard Davidovich Roman Ovcharek Andzhej Sikorski Marian Turowski      | Polen              | 4:21,27    |
| 5     | David Brinton Tim Hinz Dave Lettieri Carl Sundquist                     | Vereinigte Staaten |            |
| 6     | Veselin Kolev Valentin Markov Iwan Stantschew Stantscho Stantschew      | Bulgarien          |            |
| 7     | Peter Pais Béla Pintér Miklós Somogyi Lajos Verebélyi                   | Ungarn             |            |
| 8     | Timo Varjoniemi Pekka Rilhela Petri Viljanen Mikka Hiitanen             | Finnland           |            |

#### 50-km-Punktefahren
| Platz | Athleten             | Land               | Punkte |
| ----- | -------------------- | ------------------ | ------ |
| 1     | Wiktor Manakow       | Sowjetunion        | 54     |
| 2     | Aleš Trčka           | Tschechoslowakei   | 38     |
| 3     | Stantscho Stantschew | Bulgarien          | 21     |
| 4     | Miklós Somogyi       | Ungarn             | 16     |
| 5     | Dave Lettieri        | Vereinigte Staaten | 14     |
| 6     | Glenn Clarke         | Australien         | 38     |
| 7     | Philippe Grivel      | Schweiz            | 23     |
| 8     | Wayne McCarney       | Australien         | 21     |
| 9     | Marat Ganejew        | Sowjetunion        | 18     |
| 10    | Michael Turtur       | Australien         | 15     |

### Frauen

#### Sprint
| Platz | Athlet                  | Land                   |
| ----- | ----------------------- | ---------------------- |
| 1     | Erika Salumäe           | Sowjetunion            |
| 2     | Galina Zarjowa          | Sowjetunion            |
| 3     | Natalya Krushelnitskaya | Sowjetunion            |
| 4     | Zhou Syuine             | Volksrepublik China    |
| 5     | Renee Duprel            | Vereinigte Staaten     |
| 6     | Zhou Shumin             | Volksrepublik China    |
| 7     | Ellen Braun             | Vereinigte Staaten     |
| 8     | Sally Hodge             | Vereinigtes Königreich |

#### 3000-m-Einerverfolgung
| Platz | Athlet              | Land               | Zeit (min) |
| ----- | ------------------- | ------------------ | ---------- |
| 1     | Barbara Ganz        | Schweiz            | 3:49,38    |
| 2     | Melinda Mayfield    | Vereinigte Staaten | 3:50,48    |
| 3     | Galina Supron       | Sowjetunion        | 3:52,34    |
| 4     | Edith Schönenberger | Schweiz            | 3:56,78    |
| 5     | Tea Vikstedt-Nyman  | Finnland           |            |
| 6     | Patricia Peoples    | Vereinigte Staaten |            |

#### 20-km-Punktefahren
| Platz | Athleten           | Land                   | Punkte |
| ----- | ------------------ | ---------------------- | ------ |
| 1     | Sally Hodge        | Vereinigtes Königreich | 62     |
| 2     | Tea Vikstedt-Nyman | Finnland               | 29     |
| 3     | Galina Supron      | Sowjetunion            | 20     |
| 4     | Melinda Mayfield   | Vereinigte Staaten     | 16     |
| 5     | Leena Sillanpää    | Finnland               | 3 (2)  |
| 6     | Renee Duprel       | Vereinigte Staaten     | AB     |
| 7     | Michelle Veasey    | Vereinigte Staaten     | AB     |
| 8     | Alison Pockett     | Vereinigtes Königreich | AB     |

## Medaillenspiegel Radsport
| Medaillenspiegel Radsport | Medaillenspiegel Radsport       | Medaillenspiegel Radsport | Medaillenspiegel Radsport | Medaillenspiegel Radsport | Medaillenspiegel Radsport |
| Platz                     | Land                            | G                         | S                         | B                         | Gesamt                    |
| ------------------------- | ------------------------------- | ------------------------- | ------------------------- | ------------------------- | ------------------------- |
| 1                         | Sowjetunion                     | 5                         | 3                         | 4                         | 12                        |
| 2                         | Deutsche Demokratische Republik | 1                         | 1                         | 1                         | 3                         |
| 3                         | Schweiz                         | 1                         | –                         | –                         | 1                         |
| 3                         | Vereinigtes Königreich          | 1                         | –                         | –                         | 1                         |
| 5                         | Tschechoslowakei                | –                         | 2                         | –                         | 2                         |
| 6                         | Finnland                        | –                         | 1                         | –                         | 1                         |
| 6                         | Vereinigte Staaten              | –                         | 1                         | –                         | 1                         |
| 8                         | Australien                      | –                         | –                         | 2                         | 2                         |
| 9                         | Bulgarien                       | –                         | –                         | 1                         | 1                         |